# Nào, các chàng trai !
Nào, các chàng trai ! (tiếng Nga: А ну-ка, парни !) là một chương trình trò chơi truyền hình ra đời năm 1970 (ban đầu phát sóng lúc 20:00) của Đài phát thanh - truyền hình Liên Xô. Đây là một chương trình hướng nghiệp dành cho đối tượng nam giới, những người tham gia thi đấu để giành danh hiệu cao nhất trong nghề nghiệp. Chương trình còn có sự tham gia của nhiều ngôi sao trong làng giải trí Liên Xô.